# Rajon Tüp
Der Rajon Tüp (auch Rajon Tjup, Rajon Tyup) ist ein Rajon in Kirgisistan. Er ist dem Oblus Yssyk-Köl untergeordnet und liegt im Nordosten des zentralasiatischen Landes. Verwaltungssitz ist der gleichnamige Ort Tüp.

## Geographie
Der wichtigste Fluss des Rajons ist der Tjup, der in den Yssykköl-See mündet. Der Rajon erstreckt sich entlang der Küste des Yssykköl-Sees bis zur Grenze zwischen Kirgisistan und Kasachstan. Das größte Tal, das Karkara-Tal, ist eine Verlängerung des Yssykköl-Beckens nach Kasachstan.

## Bevölkerung
| Jahr | Einwohnerzahl |
| ---- | ------------- |
| 1970 | 46.940        |
| 1979 | 49.428        |
| 1989 | 53.119        |
| 1999 | 54.534        |
| 2009 | 58.786        |
| 2021 | 71.674        |

## Gliederung
Der Rajon umfasst 37 Dörfer in 13 Landgemeinden.
| Landgemeinde  | Verwaltungssitz | Einwohner (2021) |
| ------------- | --------------- | ---------------- |
| Ak-Bulak      | Ak-Bulak        | 01.204           |
| Ak-Bulung     | Ak-Bulung       | 01.811           |
| Aral          | Ming-Bulak      | 06.844           |
| Karasajew     | Tasma           | 04.841           |
| Kuturgu       | Kuturgu         | 06.390           |
| Michailowka   | Michailowka     | 03.745           |
| San-Tasch     | Bajsak          | 06.261           |
| Sary-Bulak    | Balbaj          | 06.395           |
| Taldy-Suu     | Taldy-Suu       | 10.794           |
| Togus-Bulak   | Togus-Bulak     | 02.382           |
| Tschong-Tasch | Tschong-Tasch   | 03.288           |
| Tüp           | Tüp             | 15.523           |
| Yssykköl      | Yssykköl        | 02.531           |